# فهرست شهرهای بوتسوانا

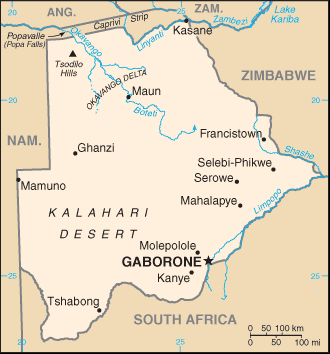
Map of Botswana

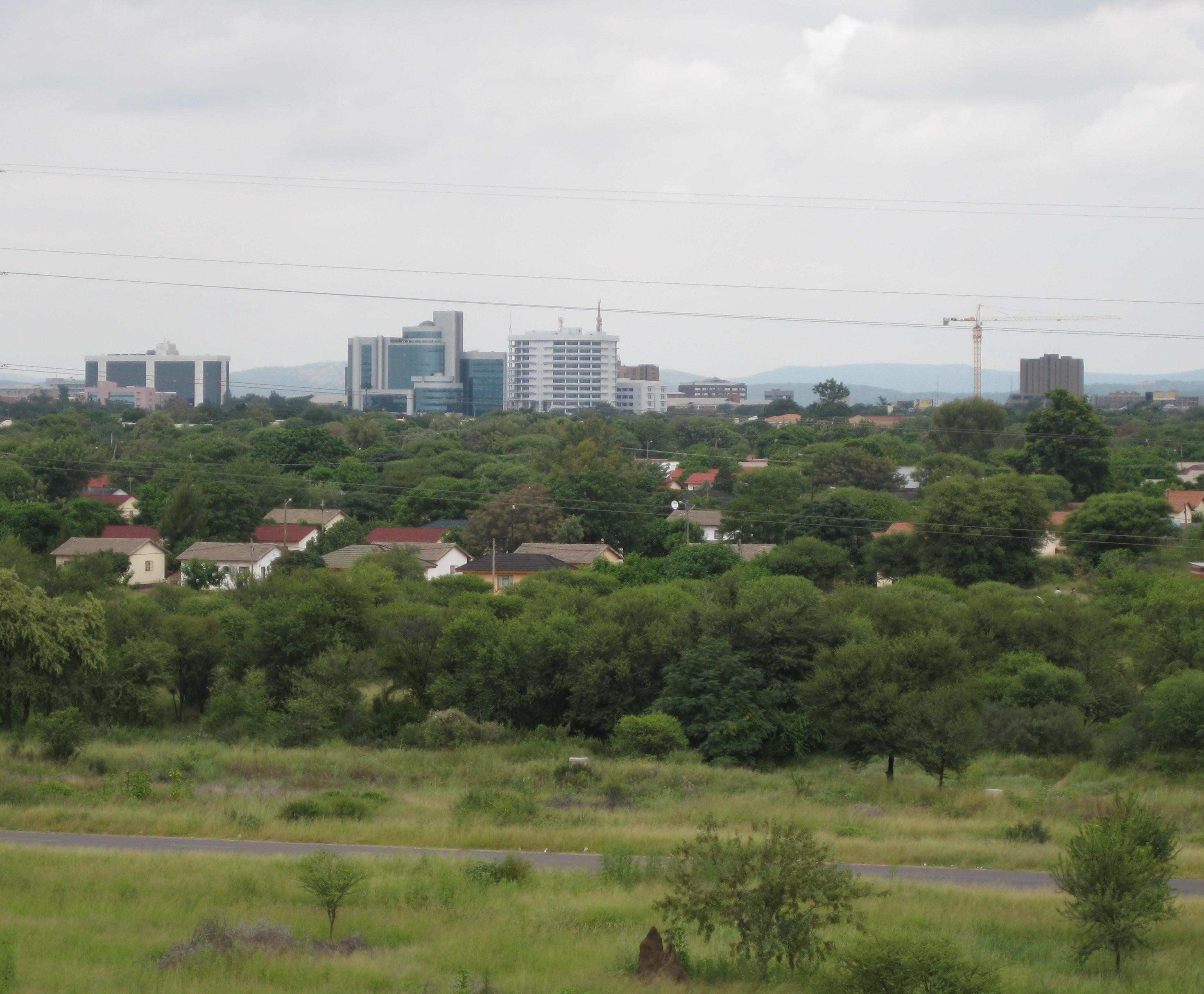
گابورون

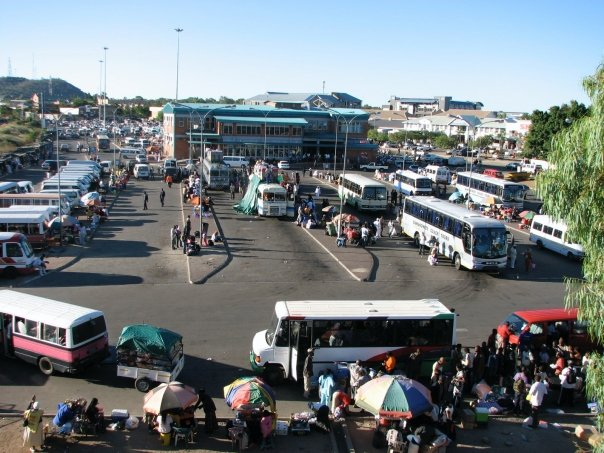
فرانسیستوون

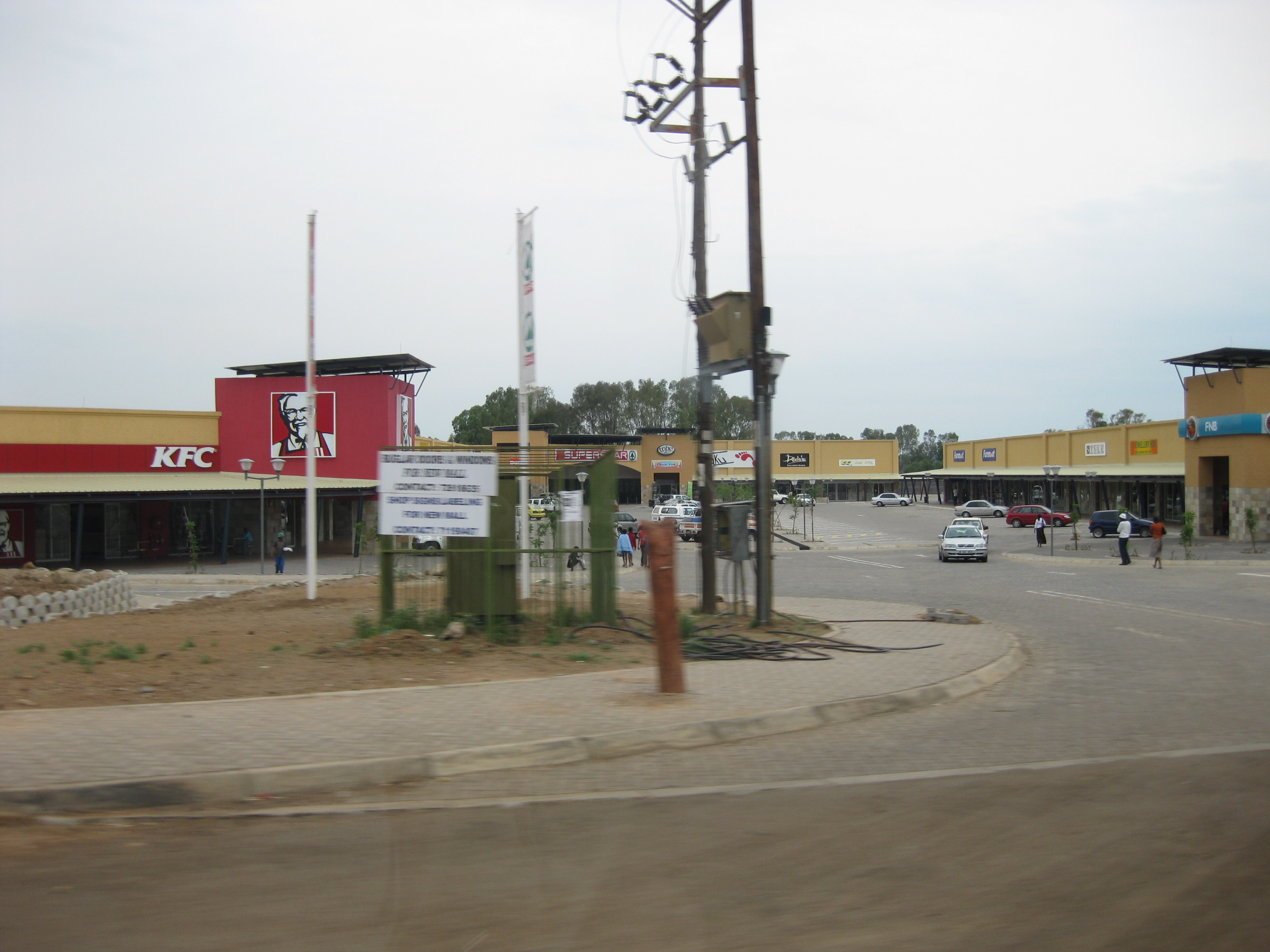
مولپولوله

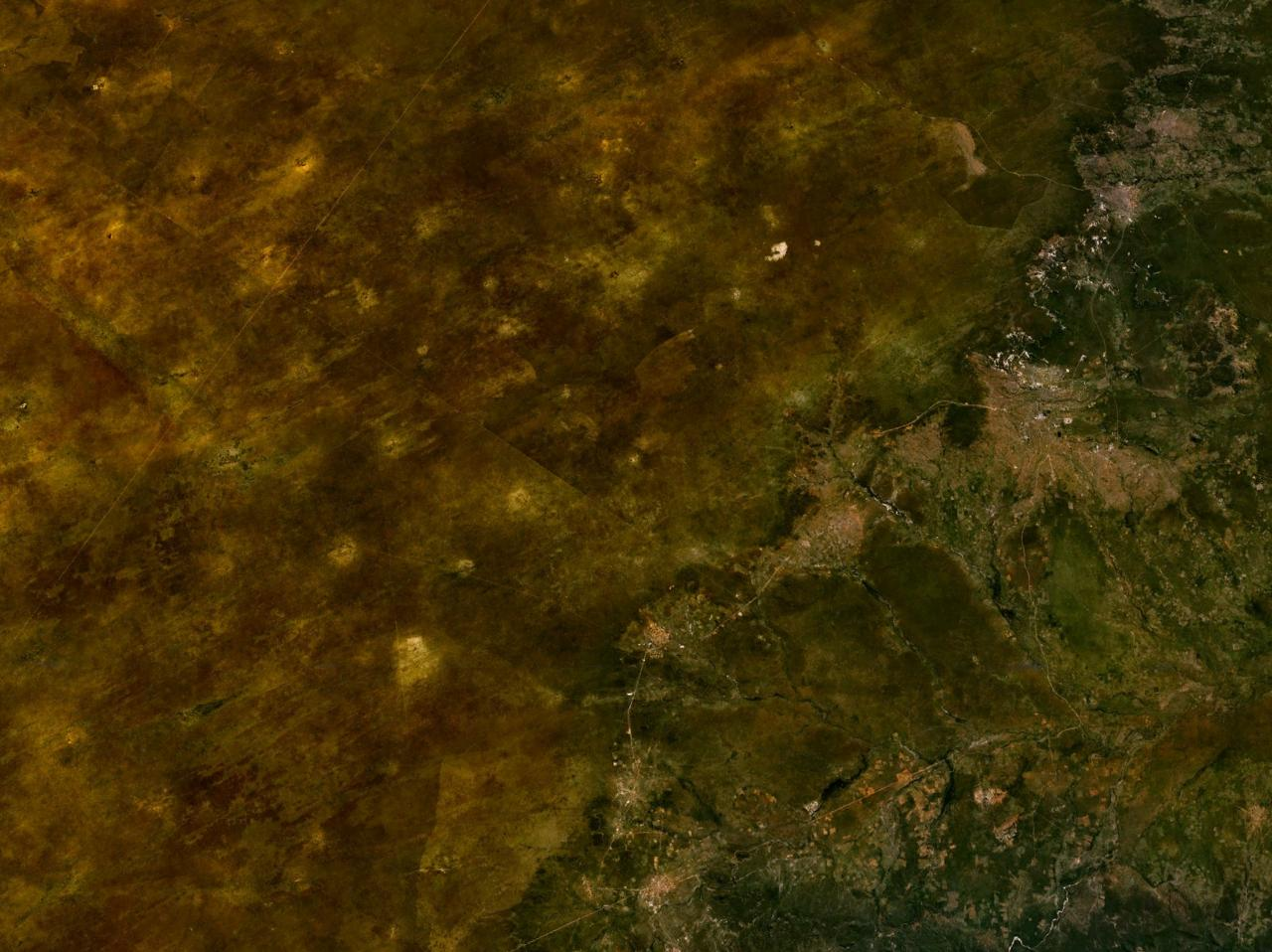
سرووه

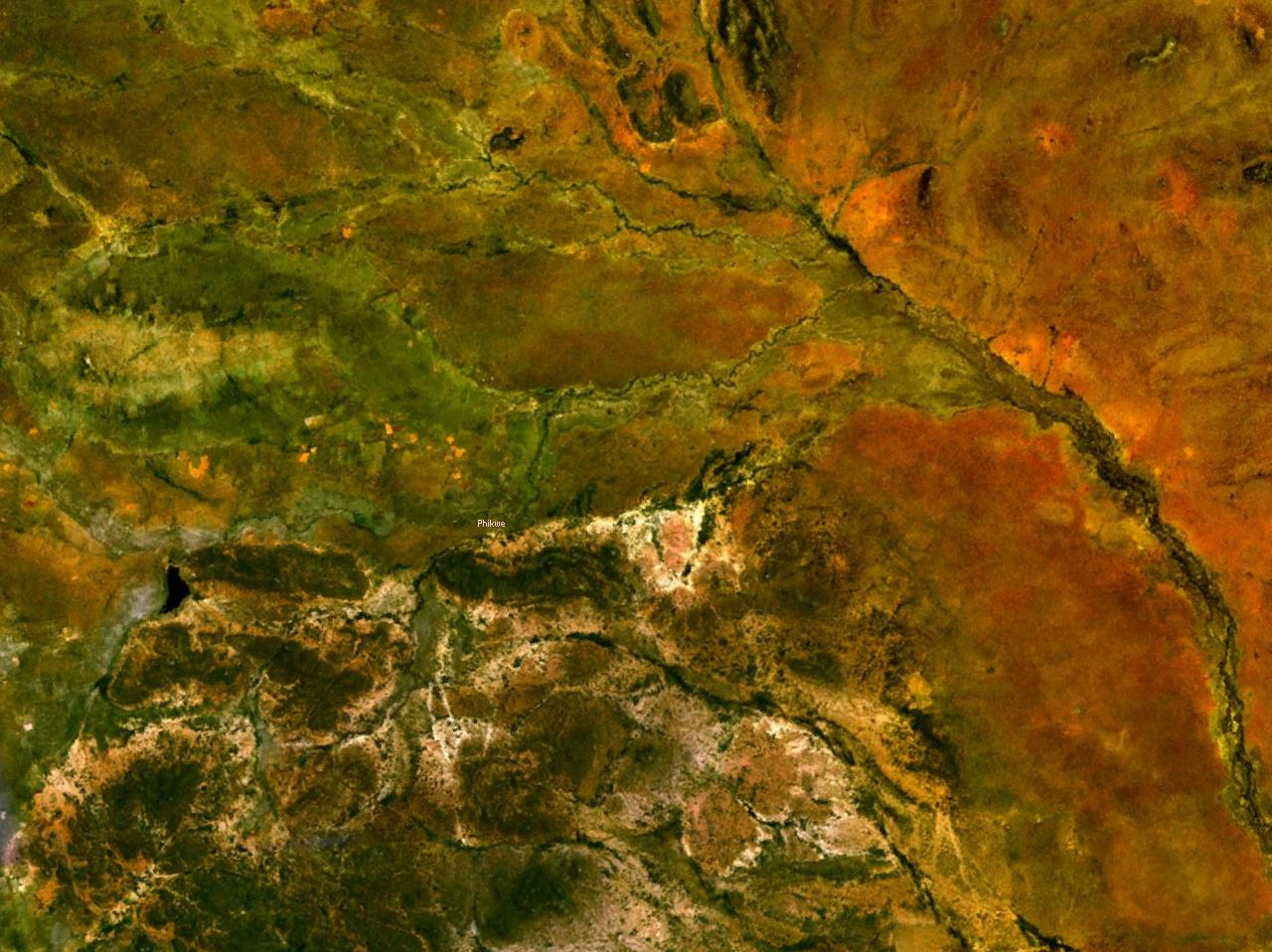
سلیب فیکوه

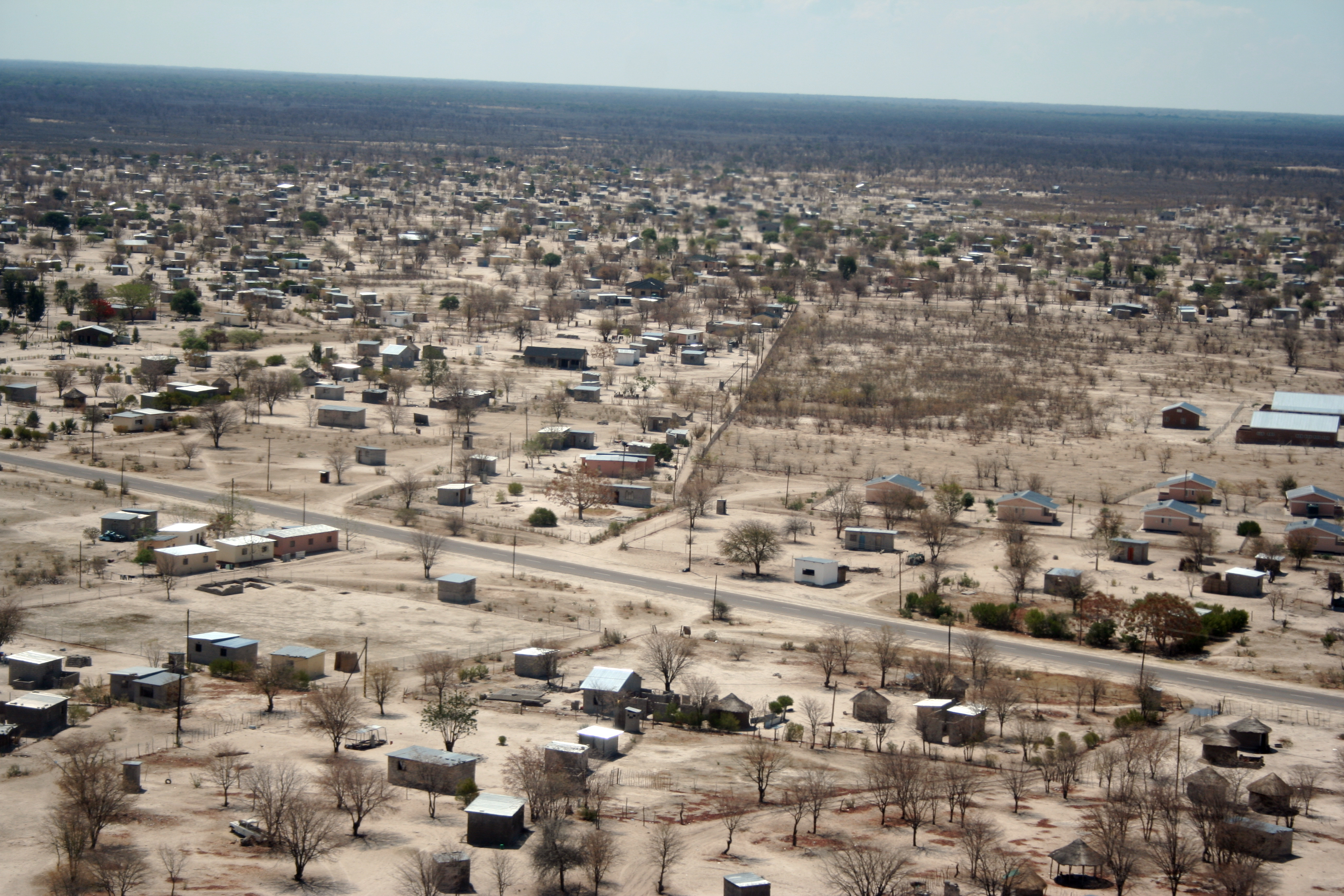
ماون

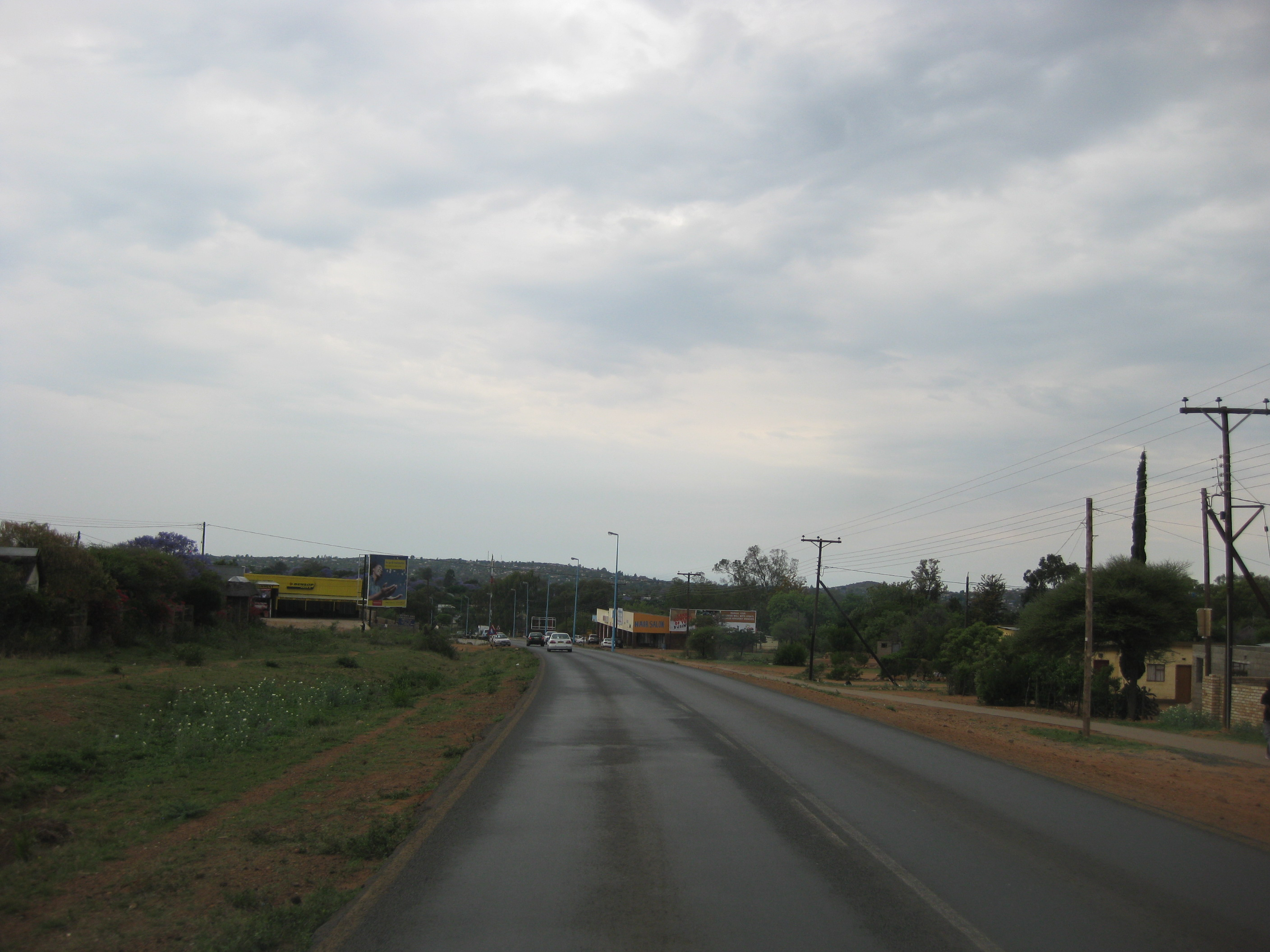
کانیه

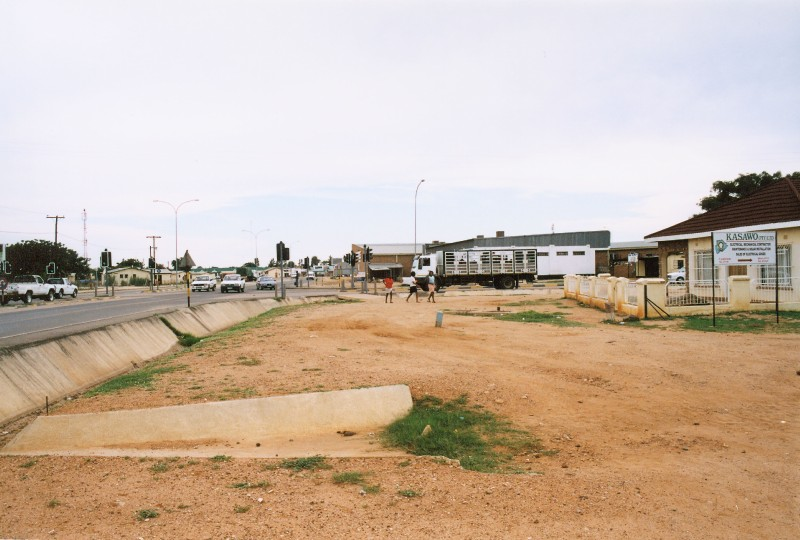
ماهالاپیه

جدول زیر شامل فهرست شهرها و شهرک‌های بوتسوانا است که جمعیت آن‌ها بالای ۳،۰۰۰ نفر است.
| نام شهر        | نام به‌انگلیسی   | ناحیه           | جمعیت سال ۲۰۰۰ میلادی | جمعیت مردان | جمعیت زنان |
| -------------- | --------------- | --------------- | --------------------- | ----------- | ---------- |
| گابورون        | Gaborone        | ناحیهٔ جنوب شرقی | ۱۸۶٬۰۰۷               | ۹۱٬۸۲۳      | ۹۴٬۱۸۴     |
| فرانسیستوون    | Francistown     | ناحیهٔ شمال شرقی | ۸۳٬۰۲۳                | ۴۰٬۱۳۴      | ۴۲٬۸۸۹     |
| مولپولوله      | Molepolole      | ناحیهٔ کوننگ     | ۶۲٬۷۳۹                | ۲۸٬۶۱۷      | ۳۴٬۱۲۲     |
| سرووه          | Serowe          | ناحیهٔ مرکزی     | ۵۲٬۸۳۱                | ۲۵٬۴۰۰      | ۲۷٬۴۳۱     |
| سلیب فیکوه     | Selibe Phikwe   | ناحیهٔ مرکزی     | ۴۹٬۸۴۹                | ۲۴٬۳۳۴      | ۲۵٬۵۱۵     |
| ماون           | Maun            | ناحیهٔ شمال غربی | ۴۹٬۸۲۲                | ۲۳٬۷۱۴      | ۲۶٬۱۰۸     |
| کانیه          | Kanye           | ناحیهٔ جنوبی     | ۴۸٬۱۴۳                | ۲۲٬۴۵۱      | ۲۵٬۶۹۲     |
| ماهالاپیه      | Mahalapye       | ناحیهٔ مرکزی     | ۴۳٬۵۳۸                | ۲۱٬۱۲۰      | ۲۲٬۴۱۸     |
| موگودیتشان     | Mogoditshane    | ناحیهٔ کوننگ     | ۴۰٬۷۵۳                | ۲۰٬۹۷۲      | ۱۹٬۷۸۱     |
| موچودی         | Mochudi         | ناحیهٔ کگاتلنگ   | ۳۹٬۳۴۹                | ۱۸٬۴۹۰      | ۲۰٬۸۵۹     |
| لوباتس         | Lobatse         | ناحیهٔ جنوب شرقی | ۲۹٬۶۸۹                | ۱۴٬۲۰۲      | ۱۵٬۴۸۷     |
| پالاپی         | Palapye         | ناحیهٔ مرکزی     | ۲۹٬۵۶۵                | ۱۳٬۹۹۵      | ۱۵٬۵۷۰     |
| راموتسوا       | Ramotswa        | ناحیهٔ جنوب شرقی | ۲۵٬۷۳۸                | ۱۲٬۰۲۷      | ۱۳٬۷۱۱     |
| موشوپا         | Moshupa         | ناحیهٔ جنوبی     | ۲۲٬۸۱۱                | ۱۰٬۶۷۷      | ۱۲٬۱۳۴     |
| تلوکونگ        | Tlokweng        | ناحیهٔ جنوب شرقی | ۲۲٬۰۳۸                | ۱۰٬۵۶۸      | ۱۱٬۴۷۰     |
| بوبونونگ       | Bobonong        | ناحیهٔ مرکزی     | ۲۱٬۰۲۰                | ۹٬۸۷۷       | ۱۱٬۱۴۳     |
| تاماگا         | Thamaga         | ناحیهٔ کوننگ     | ۲۰٬۵۲۷                | ۹٬۳۳۲       | ۱۱٬۱۹۵     |
| لتلهاکان       | Letlhakane      | ناحیهٔ مرکزی     | ۱۹٬۵۳۹                | ۹٬۸۴۸       | ۹٬۶۹۱      |
| تونوتا         | Tonota          | ناحیهٔ مرکزی     | ۱۸٬۸۱۶                | ۸٬۷۴۵       | ۱۰٬۰۷۱     |
| مادینار        | Mmadinare       | ناحیهٔ مرکزی     | ۱۵٬۷۱۲                | ۷٬۶۰۰       | ۸٬۱۱۲      |
| یواننگ         | Jwaneng         | ناحیهٔ جنوبی     | ۱۵٬۱۷۹                | ۷٬۶۱۳       | ۷٬۵۶۶      |
| توتوم          | Tutume          | ناحیهٔ مرکزی     | ۱۴٬۷۰۷                | ۶٬۵۵۵       | ۸٬۱۵۲      |
| گابان          | Gabane          | ناحیهٔ کوننگ     | ۱۲٬۵۳۰                | ۵٬۸۸۲       | ۶٬۶۴۸      |
| شوشونگ         | Shoshong        | ناحیهٔ مرکزی     | ۱۱٬۱۷۶                | ۵٬۵۲۱       | ۵٬۶۵۵      |
| گهانزی         | Ghanzi          | ناحیهٔ قانزی     | ۱۰٬۷۹۵                | ۵٬۳۷۵       | ۵٬۴۲۰      |
| لتلهاکنگ       | Letlhakeng      | ناحیهٔ کوننگ     | ۹٬۶۷۶                 | ۴٬۶۸۵       | ۴٬۹۹۱      |
| وراپا          | Orapa           | ناحیهٔ مرکزی     | ۹٬۱۵۱                 | ۴٬۸۳۷       | ۴٬۳۱۴      |
| کوپونگ         | Kopong          | ناحیهٔ کوننگ     | ۸٬۹۹۲                 | ۴٬۴۱۶       | ۴٬۵۷۶      |
| موپان          | Mmopane         | ناحیهٔ کوننگ     | ۸٬۵۵۴                 | ۴٬۱۸۱       | ۴٬۳۷۳      |
| کاسان          | Kasane          | ناحیهٔ شمال غربی | ۷٬۹۳۳                 | ۳٬۹۶۸       | ۳٬۹۶۵      |
| شاکاو          | Shakawe         | ناحیهٔ شمال غربی | ۷٬۸۷۴                 | ۳٬۶۳۲       | ۴٬۲۴۲      |
| لنتسولتاو      | Lentsweletau    | ناحیهٔ کوننگ     | ۷٬۶۰۹                 | ۳٬۸۱۵       | ۳٬۷۹۴      |
| مولاپووابویانگ | Molapowabojang  | ناحیهٔ جنوبی     | ۷٬۴۹۹                 | ۳٬۵۳۳       | ۳٬۹۶۶      |
| گومار          | Gumare          | ناحیهٔ شمال غربی | ۷٬۴۷۸                 | ۳٬۴۸۲       | ۳٬۹۹۶      |
| تشابونگ        | Tshabong        | ناحیهٔ کگالاگدی  | ۷٬۲۲۸                 | ۳٬۶۷۱       | ۳٬۵۵۷      |
| لرالا          | Lerala          | ناحیهٔ مرکزی     | ۶٬۷۴۰                 | ۳٬۱۰۷       | ۳٬۶۳۳      |
| ماتهته         | Mmathethe       | ناحیهٔ جنوبی     | ۶٬۶۹۲                 | ۳٬۳۵۱       | ۳٬۳۴۱      |
| گوتا           | Gweta           | ناحیهٔ مرکزی     | ۶٬۶۵۳                 | ۳٬۲۴۴       | ۳٬۴۰۹      |
| ماتهانگوان     | Mathangwane     | ناحیهٔ مرکزی     | ۶٬۴۶۸                 | ۳٬۰۱۱       | ۳٬۴۵۷      |
| مانکگودی       | Mmankgodi       | ناحیهٔ کوننگ     | ۶٬۲۷۷                 | ۲٬۸۶۸       | ۳٬۴۰۹      |
| مایتنگو        | Maitengwe       | ناحیهٔ مرکزی     | ۶٬۱۴۱                 | ۲٬۷۲۸       | ۳٬۴۱۳      |
| راکوپس         | Rakops          | ناحیهٔ مرکزی     | ۶٬۱۲۴                 | ۲٬۸۱۴       | ۳٬۳۱۰      |
| دوکوی          | Dukwi           | ناحیهٔ مرکزی     | ۵٬۸۷۷                 | ۳٬۲۲۰       | ۲٬۶۵۷      |
| موپیپی         | Mopipi          | ناحیهٔ مرکزی     | ۵٬۶۲۵                 | ۲٬۷۲۵       | ۲٬۹۰۰      |
| اتشا           | Etsha           | ناحیهٔ شمال غربی | ۵٬۶۱۳                 | ۲٬۴۶۶       | ۳٬۱۴۷      |
| وتس            | Otse            | ناحیهٔ جنوب شرقی | ۵٬۵۹۹                 | ۲٬۸۳۸       | ۲٬۷۶۱      |
| سفوپه          | Sefophe         | ناحیهٔ مرکزی     | ۵٬۴۷۰                 | ۲٬۶۶۲       | ۲٬۸۰۸      |
| سهیتوا         | Sehithwa        | ناحیهٔ شمال غربی | ۵٬۲۹۰                 | ۲٬۷۴۴       | ۲٬۵۴۶      |
| ناتا           | Nata            | ناحیهٔ مرکزی     | ۵٬۱۷۰                 | ۲٬۳۸۱       | ۲٬۷۸۹      |
| توماسرا/سلکا   | Tumasera/Seleka | ناحیهٔ مرکزی     | ۵٬۱۳۱                 | ۲٬۴۰۱       | ۲٬۷۳۰      |
| موییابانا      | Moiyabana       | ناحیهٔ مرکزی     | ۴٬۹۴۷                 | ۲٬۲۵۸       | ۲٬۶۸۹      |
| لوتلهاکان      | Lotlhakane      | ناحیهٔ جنوبی     | ۴٬۷۴۱                 | ۲٬۳۷۱       | ۲٬۳۷۰      |
| متسیموتلهابا   | Metsimotlhaba   | ناحیهٔ کوننگ     | ۴٬۶۹۲                 | ۲٬۱۶۲       | ۲٬۵۳۰      |
| بوکا           | Bokaa           | ناحیهٔ کگاتلنگ   | ۴٬۵۴۵                 | ۲٬۱۸۵       | ۲٬۳۶۰      |
| تاتی سیدینگ    | Tati Siding     | ناحیهٔ شمال شرقی | ۴٬۴۵۶                 | ۲٬۲۴۲       | ۲٬۲۱۴      |
| تستسبیو        | Tsetsebjwe      | ناحیهٔ مرکزی     | ۴٬۳۹۶                 | ۲٬۰۳۱       | ۲٬۳۶۵      |
| هوکونتسی       | Hukuntsi        | ناحیهٔ کگالاگدی  | ۴٬۱۳۱                 | ۲٬۰۵۲       | ۲٬۰۷۹      |
| کانگ           | Kang            | ناحیهٔ کگالاگدی  | ۴٬۱۲۴                 | ۲٬۱۳۳       | ۱٬۹۹۱      |
| ماوناتلالا     | Maunatlala      | ناحیهٔ مرکزی     | ۳٬۸۷۶                 | ۱٬۸۰۶       | ۲٬۰۷۰      |
| توبان          | Tobane          | ناحیهٔ مرکزی     | ۳٬۷۱۸                 | ۱٬۹۰۹       | ۱٬۸۰۹      |
| نکانگ          | Nkange          | ناحیهٔ مرکزی     | ۳٬۷۰۷                 | ۱٬۵۸۷       | ۲٬۱۲۰      |
| راموکگونامی    | Ramokgonami     | ناحیهٔ مرکزی     | ۳٬۶۵۴                 | ۱٬۷۱۷       | ۱٬۹۳۷      |
| سبینا          | Sebina          | ناحیهٔ مرکزی     | ۳٬۵۶۶                 | ۱٬۶۰۷       | ۱٬۹۵۹      |
| اودی           | Oodi            | ناحیهٔ کگاتلنگ   | ۳٬۵۵۰                 | ۱٬۶۹۱       | ۱٬۸۵۹      |
| کوماکوان       | Kumakwane       | ناحیهٔ کوننگ     | ۳٬۵۴۴                 | ۱٬۶۶۸       | ۱٬۸۷۶      |
| مانیانا        | Manyana         | ناحیهٔ جنوبی     | ۳٬۴۸۸                 | ۱٬۶۴۵       | ۱٬۸۴۳      |
| توتنگ          | Toteng          | ناحیهٔ شمال غربی | ۳٬۳۹۱                 | ۱٬۸۲۶       | ۱٬۵۶۵      |
| شوروب          | Shorobe         | ناحیهٔ شمال غربی | ۳٬۳۳۳                 | ۱٬۶۲۸       | ۱٬۷۰۵      |
| ماندونیان      | Mandunyane      | ناحیهٔ مرکزی     | ۳٬۲۶۵                 | ۱٬۵۵۰       | ۱٬۷۱۵      |
| تهابالا        | Thabala         | ناحیهٔ مرکزی     | ۳٬۲۵۵                 | ۱٬۶۲۴       | ۱٬۶۳۱      |
| لچنگ           | Lecheng         | ناحیهٔ مرکزی     | ۳٬۲۵۱                 | ۱٬۵۳۶       | ۱٬۷۱۵      |
| شاش-موک        | Shashe-Mooke    | ناحیهٔ مرکزی     | ۳٬۲۴۹                 | ۱٬۵۴۸       | ۱٬۷۰۱      |
| خودوملاپی      | Khudumelapye    | ناحیهٔ کوننگ     | ۳٬۲۴۸                 | ۱٬۶۴۵       | ۱٬۶۰۳      |
| راناکا         | Ranaka          | ناحیهٔ جنوبی     | ۳٬۱۲۴                 | ۱٬۵۴۶       | ۱٬۵۷۸      |
| ماروبلا        | Marobela        | ناحیهٔ مرکزی     | ۳٬۱۱۴                 | ۱٬۴۴۱       | ۱٬۶۷۳      |
| ماسونگا        | Masunga         | ناحیهٔ شمال شرقی | ۳٬۱۱۰                 | ۱٬۳۹۴       | ۱٬۷۱۶      |
| مالولوان       | Malolwane       | ناحیهٔ کگاتلنگ   | ۳٬۰۸۴                 | ۱٬۵۵۹       | ۱٬۵۲۵      |
| بورولونگ       | Borolong        | ناحیهٔ مرکزی     | ۳٬۰۸۱                 | ۱٬۴۲۳       | ۱٬۶۵۸      |
| نوکاننگ        | Nokaneng        | ناحیهٔ شمال غربی | ۳٬۰۷۵                 | ۱٬۵۶۴       | ۱٬۵۱۱      |
| چادیب          | Chadibe         | ناحیهٔ مرکزی     | ۳٬۰۶۰                 | ۱٬۴۳۹       | ۱٬۶۲۱      |
| سرونگا         | Seronga         | ناحیهٔ شمال غربی | ۳٬۰۴۳                 | ۱٬۳۰۷       | ۱٬۷۳۶      |
| موکان          | Mookane         | ناحیهٔ مرکزی     | ۳٬۰۴۲                 | ۱٬۵۰۰       | ۱٬۵۴۲      |